# Fottuti per sempre
Fottuti per sempre è un singolo del gruppo musicale italiano Lo Stato Sociale realizzato in collaborazione con Vasco Brondi, pubblicato il 12 gennaio 2023.

## Tracce
1. Fottuti per sempre – 4:56